# Pěst

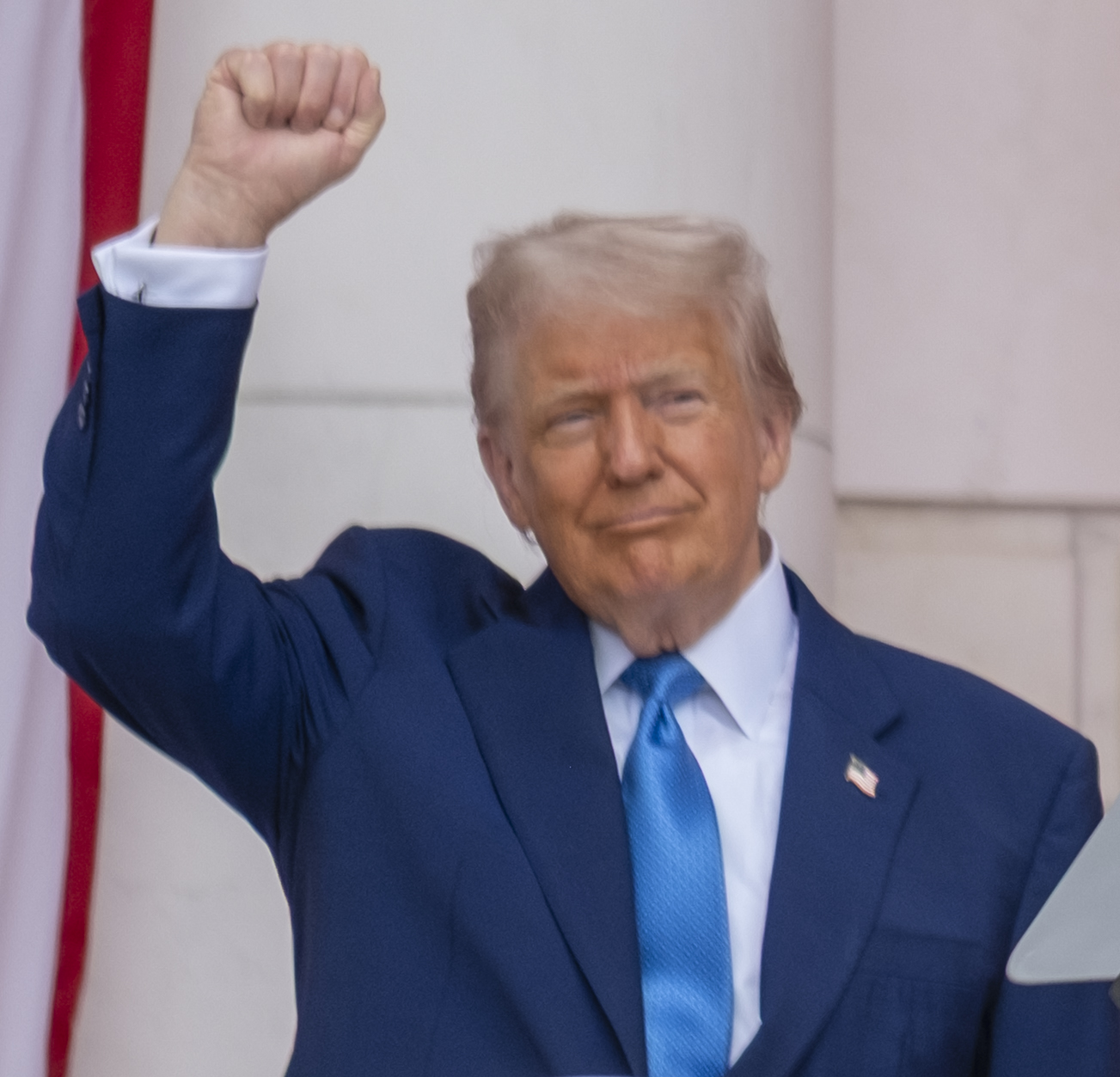
Americký prezident Donald Trump ukazující pěst na znamení síly a odhodlání

Pěst je označení pro podobu ruky, při které jsou její prsty ohnuté a zároveň sevřené směrem dovnitř proti dlani. Symbol pěsti je využíván zejména lidmi, u jiných druhů živočichů je využíván jen výjimečně; důvodem pro to je zejména skutečnost, že většina ostatních druhů živočichů má výrazně delší dlaň a prsty v kontrastu s délkou jejich palce; symbol pěsti tedy nejsou schopni udělat vůbec nebo jen v omezené míře. 
Existují dva základní typy pěstí; sevřená a otevřená. Pro sevření pěsti je po složení prstů směrem proti dlani potřeba ještě sevřít také palec, a to přibližně přes prostřední články prstů. Další variantou pěsti je pak tzv. otevřená pěst, kdy jedinec palec drží směrem do boku od ukazováčku a ostatní prsty tak nesvírá. Zaťatá pěst je lidmi využívána například jako ventilace frustrace či agrese (dochází ke stažení svalů, na což se poté lidský mozek více zaměří), jindy může být (často protivníkovi) ukázána jako symbol dominance nebo obecně síly; v takovém případě jde nicméně zejména o zvednutou pěst. 
Prapůvodním smyslem využívání zaťaté pěstí je možnost pěstí udeřit do různých předmětů nebo například pomocí pěsti útočit na kořist či se naopak bránit predátorům. Pěst je proto ústřední podstatou bojových umění jako Kung-fu, Karate či Taekwondo. Při nesprávním zatnutí pěsti a následnému úderu může dojít k tzv. Boxerské zlomenině. 
Od anglického překladu slova pěst (fist) je odvozena sexuální praktika zvaná fisting. Dalším specifickým výrazem souvisejícím s použitím pěsti je tzv. fist bump (gesto podobné gestům podání ruky nebo high five). 
Slovo pěst se používá napříč slovanskými jazyky.